# Utut Adianto
Utut Adianto (ur. 16 marca 1965 w Dżakarcie) – indonezyjski szachista, trener szachowy oraz polityk, arcymistrz od 1985 roku.

## Kariera szachowa
W szachy gra od szóstego roku życia. Od pierwszych lat 80. XX wieku należy do ścisłej czołówki indonezyjskich szachistów. Wielokrotnie reprezentował Indonezję w turniejach drużynowych, m.in.:
- ośmiokrotnie na olimpiadach szachowych (w latach 1982, 1986, 1988, 1990, 1992, 1994, 2000, 2006); dwukrotny medalista: indywidualnie – złoty (2000 – na I szachownicy) i srebrny (1986 – na II szachownicy)[1],
- dwukrotnie na drużynowych mistrzostwach Azji (w latach 1991, 1993); medalista: wspólnie z drużyną – brązowy (1991)[2],
- na igrzyskach azjatyckich (w roku 2006)[3],
- na halowych igrzyskach azjatyckich (w roku 2007)[4].

Czterokrotnie startował w pucharowych turniejach o mistrzostwo świata, osiągając następujące wyniki:
- 1997 – awans do II rundy, w której przegrał z Piotrem Swidlerem,
- 1999 – porażka w I rundzie z Danielem Fridmanem,
- 2000 – awans do II rundy, w której przegrał z Peng Xiaominem,
- 2004 – awans do II rundy, w której przegrał z Władimirem Akopianem.

Do największych sukcesów Ututa Adianto w turniejach międzynarodowych należą m.in. dz. I m. w San Francisco (1987, wspólnie z Michaelem Rohde), dz. I m. w Nowym Jorku (1993, wspólnie z m.in. Joelem Benjaminem, Ferdinandem Hellersem i Jaanem Ehlvestem), I m. w Biel (1994, open), dz. III m. w Biel (1995, turniej główny, XV kat. FIDE, wspólnie z Borysem Gelfandem, za Aleksiejem Driejewem i Aleksiejem Szyrowem), I m. w Genting Highlands (1995, turniej strefowy), II m. w Sakthi (1996, za Anthony Milesem), dz. I m. w Dżakarcie (1996, wspólnie z Jörgiem Hicklem), II m. w Biel (1998, open, za Milosem Pavloviciem),
dz. I m. w Rangunie (1998, turniej strefowy, wspólnie z m.in. Rogelio Antonio), dz. II m. w Manili (2001, turniej strefowy, wspólnie z Đào Thiên Hải, za Nguyễn Anh Dũngiem), dz. III m. w Dosze (2003, mistrzostwa Azji, za Krishnanem Sasikiranem i Ehsanem Ghaem Maghamim), I m. w Ho Chi Minh (2003) oraz dz. I m. w Kuala Lumpur (2005, turniej strefowy, wspólnie z Markiem Paraguą).
Najwyższy ranking w dotychczasowej karierze osiągnął 1 stycznia 1997 r., z wynikiem 2615 punktów dzielił wówczas 45-49. miejsce na światowej liście FIDE, jednocześnie zajmując 1. miejsce wśród indonezyjskich szachistów.

## Kariera polityczna
W 2009 r. startując z listy Demokratycznej Partii Indonezji – Walka, został wybrany do indonezyjskiej Regionalnej Rady Reprezentantów.